# Irina Zabludinová
Irina Zabludinová (* 24. února 1987 Novokubansk, Krasnodarský kraj) je ruská zápasnice – judistka.

## Sportovní kariéra
S judem začínala v 11 letech v rodném Novokubansku. V 16 letech se přesunula do Samary, kde se připravuje v armádním sportovním centru. V ruské ženské reprezentaci se pohybuje od roku 2007 v lehké váze do 57 kg a od roku 2009 jako členka užšího výběru. V roce 2012 se kvalifikovala na olympijské hry v Londýně, kde nestačila ve čtvrtfinále na Američanku Marti Malloyovou a obsadila 7. místo. V roce 2016 se na olympijské hry v Riu nekvalifikovala a původně nedosáhla ani na evropskou kontinentální kvótu. V červenci týden před hrami však byl pozitivně testován na doping pozvaný judista ze San Marína čímž se uvolnila jedna účastnická kvóta. Dvě judistky, které byly před ní v pořadí účast odřekli z důvodů nepřipravenosti. Ona uvolněnou kvótu přijala, ale rovněž nepřijela optimálně připravena. Vypadla v úvodním kole s neznámou judistkou z Nového Zélandu.

### Vítězství
- 2011 – 1x světový pohár (Taškent)
- 2014 – 1x světový pohár (Tbilisi)
- 2015 – 1x světový pohár (Santiago de Chile)
- 2016 – 1x světový pohár (Lima)
- 2017 – 1x světový pohár (Tbilisi)

## Výsledky
| Olympijské hry     |    |    |   | —  |     |     |    | 7.  |     |     |     | úč. |     |   |  |  |  |  |  |  |  |  |  |  |  |
| Mistrovství světa  | —  |    | — |    | úč. | úč. | 7. |     | úč. | úč. | úč. |     | úč. |   |  |  |  |  |  |  |  |  |  |  |  |
| Evropské hry       |    |    |   |    |     |     |    |     |     |     | úč. |     |     |   |  |  |  |  |  |  |  |  |  |  |  |
| Mistrovství Evropy | —  | —  | — | —  | —   | —   | 3. | úč. | 3.  | 7.  | úč. | —   | 5.  | — |  |  |  |  |  |  |  |  |  |  |  |
| ME do 23 let       | —  | —  | — | 3. | 3.  |     |    |     |     |     |     |     |     |   |  |  |  |  |  |  |  |  |  |  |  |
| MS juniorů         |    | 1. |   |    |     |     |    |     |     |     |     |     |     |   |  |  |  |  |  |  |  |  |  |  |  |
| ME juniorů         | 3. | —  |   |    |     |     |    |     |     |     |     |     |     |   |  |  |  |  |  |  |  |  |  |  |  |